# Akonsaari (ö i Kajanaland, Kehys-Kainuu, lat 65,32, long 29,05)
Akonsaari är en obetydlig ö i Finland. Den ligger i sjön Runttijärvi och i kommunen Suomussalmi i den ekonomiska regionen  Kehys-Kainuu  och landskapet Kajanaland, i den nordöstra delen av landet, 600 km norr om huvudstaden Helsingfors.

## Klimat
Trakten ingår i den boreala klimatzonen. Årsmedeltemperaturen i trakten är −2 °C. Den varmaste månaden är juli, då medeltemperaturen är 16 °C, och den kallaste är januari, med −18 °C.